# Noda Yojiro
Noda Yojiro (野田洋次郎 (Dã Điền Dương Thứ Lang) sinh 5 tháng 7 năm 1985), là một ca sĩ, người sáng tác nhạc, nhạc sĩ, nhà sản xuất thu âm và diễn viên người Nhật. Noda là giọng ca chính, người chơi guitar và sáng tác nhạc trong ban nhạc rock RADWIMPS, anh bắt đầu một dự án solo riêng là illion vào năm 2012.

## Cuộc đời và sự nghiệp

### 1985–2008: Đầu đời, RADWIMPS
Noda sinh năm 1985 tại Tokyo, Nhật Bản. Cha anh là doanh nhân và mẹ anh là giáo viên dạy piano. Từ năm sáu lên chín tuổi, Noda sống tại Hoa Kỳ. Anh ban đầu thích thú với guitar khi còn ở trung học cơ sở sau khi nghe qua ban nhạc Oasis. Anh đã cố học chơi hợp âm với cây guitar mà gia đình anh sở hữu.
Năm 2001, khi đang học năm nhất tại trung học ở Tōin Gakenman, Yokohama, anh đã tham gia một ban nhạc, mà sau này có tên là RADWIMPS. Anh tham gia sau khi được một người bạn gợi ý để trở thành hát chính trong ban. Noda là giọng ca chính, người chơi guitar và là nhạc sĩ duy nhất của ban. Anh cùng RADWIMPS đã phát hành album đầu tay là RADWIMPS vào năm 2003, ban nhạc sau đó hoạt động dưới hãng thu âm Toshiba EMI vào năm 2005. Năm 2006, ban nhạc trở nên phổ biến tại Nhật Bản, với album thứ tư RADWIMPS 4: Okazu no Gohan được trao chứng nhận bạch kim.
Năm 2008, anh lần đầu tiên được sản xuất bài hát cho một nghệ sĩ. Noda đã viết và sản xuất ca khúc "Labrador" cho ca sĩ người Nhật Chara, ca khúc trở thành bài hát chính cho album Honey của cô. Năm 2015, Noda đã viết bài hát "Oaiko" (おあいこ) cho album phòng thu thứ sáu của Hanaregumi, What Are You Looking For.

### 2012–nay: Solo
Noda bắt đầu một dự án solo của mình, illion, vào tháng 11 năm 2012. Album đầu tay của anh là Ubu, đầu tiên phát hành tại Anh vào ngày 25 tháng 5 năm 2013, sau đó tiếp đến là Nhật Bản và Châu Âu. Album gồm hai đĩa đơn, "Brain Drain" vào tháng 1 năm 2003 và "Maharoba", vào tháng 2 năm 2013. Noda đầu tiên trình diễn dưới nghệ danh illion tại O2 Shepherds Bush Empire ở Luân Đôn vào 17 tháng 2 năm 2013. Anh cũng trình diễn tại Indra Musikclub ở Hamburg, Đức ngày 19 tháng 3. Anh dự định biểu diễn tại lễ hội âm nhạc rock Tokyo Rocks tại Tokyo ngày 12 tháng 5, nhưng lễ hội lại kết thúc sớm.
Năm 2015, Noda lần đầu dựng nên sự nghiệp diễn viên của anh trong bộ phim Pieta in the Toilet, mà anh đóng vai chính là Hiroshi. RADWIMPS cũng thực hiện phần nhạc chủ đề của phim là "Picnic" (ピクニック). Tháng 5, Noda trở thành một nhà văn từ khi anh ra mắt cuốn văn Rarirure-ron, trong thời gian mà RADWIMPS vẫn đang trong chuyến lưu diễn Grand Prix 2014 Jikkyō Namachūkei tại Nhật Bản.
Năm 2016, Noda trở lại với illion với một loạt buổi hòa nhạc vào tháng 7, bao gồm Fuji Rock Festival, một số buổi ở Tokyo, Osaka và chuyến illion Japan Tour 2016.

## Đĩa nhạc

### Album phòng thu
| Tên   | Thông tin | Vị trí cao nhất |
| Tên   | Thông tin | JPN             |
| ----- | --- | --------------- |
| Ubu   | - Dưới nghệ danh illion - Phát hành: 25 tháng 2 năm 2013 - Hãng thu âm: Warner - Định dạng: CD, tải xuống, LP      | 7               |
| P.Y.L | - Dưới nghệ danh illion - Phát hành: 12 tháng 10 năm 2016 - Hãng thu âm: Warner - Định dạng: CD/DVD, tải xuống, LP | 8               |

### Đĩa đơn
| "Brain Drain" (illion)                                                                   | 2013 | 30 | Ubu                       |
| "Mahoroba" (illion)                                                                      | 2013 | 27 | Ubu                       |
| "By My Side" (バイ・マイ・サイ Bai Mai Sai) (Yojiro Noda (RADWIMPS) / Taka (ONE OK ROCK) | 2016 | 46 | Không nằm trong album nào |
| "Water Lily" (illion)                                                                    | 2016 | —  | P.Y.L                     |
| "Hilight" (illion hợp tác cùng 5lack)                                                    | 2016 | —  | P.Y.L                     |
| "Told U So" (illion)                                                                     | 2016 | —  | P.Y.L                     |
| "Miracle" (illion)                                                                       | 2017 | —  | P.Y.L                     |
| "—" là không có vị trí trên bảng xếp hạng.                                               |      |    |                           |

## Phim
| Năm  | Tên                                                              | Vai                 |
| ---- | ---------------------------------------------------------------- | ------------------- |
| 2015 | Pieta in the Toilet (トイレのピエタ Toire no Pieta)              | Hiroshi             |
| 2017 | Million Yen Women (TV) (100万円の女たち 100 Manen no Onna-tachi) | Shin Michima        |
| 2018 | Đảo của những chú chó                                            | News Anchor (giọng) |
| 2018 | Nakimushi Shottan no Kiseki (泣き虫しょったんの奇跡)             | Yuya Suzuki         |
| 2020 | Yell (NHK Asadora) (エール)                                      | Masato Kogarashi    |
| 2021 | Kinema no Kami-sama (キネマの神様)                               | Terashin hồi trẻ    |